# Alfred Hart (Mediziner)
Alfred Purvis Hart (* 23. Dezember 1887 in Wilfrid, Ontario; † 3. September 1954 in Toronto) war ein kanadischer Kinderarzt und Pionier der Blutaustauschtransfusion bei Kindern mit Morbus haemolyticus neonatorum.

## Leben
Alfred Hart wurde auf einer Farm 100 km nördlich von Toronto geboren. Seine Schulausbildung absolvierte er in Uxbridge, Ontario, sein Medizinstudium schloss er 1911 an der Universität Toronto ab. Anschließend ging er zur Weiterbildung nach London und diente im Ersten Weltkrieg in Frankreich. 1921 kehrte er nach Toronto zurück und ging an das Hospital for Sick Children (SickKids), an dem er bis zu seiner Pensionierung 1951 tätig war.

## Bedeutung
Hart war Mitbegründer der Kinderkardiologie am SickKids in Toronto 1921, aber berühmt wurde er als Pionier der Austauschtransfusion 1924. Der Blutaustausch diente ihm nicht primär der Entfernung immunologisch definierter Blutbestandteile, oder des Bilirubin, sondern eines unbekannten Toxins („some unknown circulating toxin“), von dem man heute weiß, dass es sich um maternale Antikörper gegen die kindlichen Erythrozyten handelt. Der Erfolg des Eingriffs beruht aber auch auf dem Austausch der antikörperbehafteten Erythrozyten. Diese erste Austauschtransfusion blieb weitgehend unbeachtet, verknüpft wird dieser früher häufig vorgenommene Eingriff mit H. Wallerstein 1946 und in der breiteren Anwendung mit Zugang über die Nabelvene durch Louis K. Diamond. In der Frühzeit der Neugeborenen-Intensivmedizin wurden zahlreiche Austauschtransfusionen vorgenommen und es gab in den Kinderkliniken einen eigenen „Austauschdienst“, weil der Eingriff über Stunden einen für den Dienst nicht zur Verfügung stehenden Arzt benötigte.